# Angle (télédétection)
Pour les articles homonymes, voir Angle (homonymie).
Les différentes types d’angles utilisés dans le domaine de la télédétection spatiale, sont les suivants :
- angle de dépression : angle défini par l'axe principal du faisceau radar et le plan horizontal de la plate-forme. Cet angle est complémentaire de l'angle d'irradiation. Les équivalents en anglais sont : angle of depression, et depression angle.

- angle de dépression à l'horizon : angle que fait la direction de la visée sur l'horizon avec le plan horizontal de la station d'observation. L'équivalent en anglais est : dip angle.

- angle de prise de vue : angle entre la direction géocentrique et la direction du centre de champ dans l'espace-objet d'un capteur. L'équivalent en anglais est : viewing angle.

- angle d'inclinaison : angle défini par la verticale de la plate-forme et l'axe principal du capteur. Dans le cas du radar, cet axe principal est celui du faisceau radar et le terme « angle d'inclinaison » est synonyme du terme « angle d'irradiation ». Les équivalents en anglais sont : angle of tilt, tilt angle.

- angle d'irradiation : angle défini par la verticale de la plate-forme et l'axe principal du faisceau radar. Cet angle est complémentaire de l'angle de dépression. Les termes « angle d'éclairage » et « angle de visée », parfois utilisés, sont moins rigoureux. L'équivalent en anglais est : illumination angle.

## Référence
Droit français : arrêtés du 25 septembre 1984 et du 10 janvier 1986 relatifs à la terminologie des sciences et techniques.